# レオノーレ序曲第2番
『レオノーレ』序曲第2番 作品72aは、ルートヴィヒ・ヴァン・ベートーヴェンがオペラ『フィデリオ』（レオノーレ）のために作曲した序曲の一つ。

## 概要
1805年に作曲され、『フィデリオ』が同年11月20日に初演された際に序曲として用いられた。後に『フィデリオ』が改訂された際、新たに作曲された現行の『フィデリオ』序曲に差し替えられた。その後、この序曲は演奏会用序曲として単独で演奏されるようになったが、『レオノーレ』序曲第3番と比べるとあまり演奏される機会がない。
曲の素材は第3番と同じであるが、規模は第3番よりも大きく、また複雑になっている。逆に言えば第3番の方が簡潔にまとまっている。
演奏会用序曲としてはベートーヴェン没後の1840年1月9日、メンデルスゾーン指揮のライプツィヒ・ゲヴァントハウス管弦楽団による演奏が初演となる。その2年後の1842年にブライトコプフ・ウント・ヘルテル社から出版された。

## 楽器編成
フルート2、オーボエ2、クラリネット2、ファゴット2、ホルン4、トランペット2、トロンボーン3、ティンパニ、弦五部、舞台裏にトランペット1
第3番と同一の編成である。

## 楽曲構成
序奏つきのソナタ形式であるが、再現部を欠く。ハ長調。演奏時間は約13分。